# سبستيان ريهب
سبستيان ريهب (بالإسبانية: Sebastián Riep) (20 فبراير 1976 في الأرجنتين – )؛ هو لاعب كرة قدم سابق كان يلعب كلاعب وسط.

## وصلات خارجية
- سبستيان ريهب على موقع رابطة كرة القدم اليابانية للمحترفين (اليابانية)
- سبستيان ريهب على موقع قاعدة بيانات كرة القدم.إي يو (الإنجليزية)
- سبستيان ريهب على موقع Soccerway.com (الإنجليزية)
- سبستيان ريهب على موقع عالم كرة القدم.نت (الإنجليزية)